# 邝公道
邝公道（1916年—2003年2月），祖籍广东开平，生于广州，中华人民共和国骨科专家，中华医学会理事，中华全国归国华侨联合会顾问，第六、七届全国政协委员。被誉为“华南第一刀”。